# Nadia Comăneci
Nadia Elena Comăneci Conner (n. 12 noiembrie 1961, Onești, Bacău, România) este o fostă gimnastă română. Este de cinci ori medaliată cu aur olimpic, toate medaliile fiind obținute în probe individuale. În 1976, la vârsta de 14 ani, Comăneci a devenit prima gimnastă care a primit un scor perfect de 10.0 la Jocurile Olimpice. La aceleași Jocuri (Jocurile Olimpice de vară din 1976 de la Montreal), a primit încă șase note de 10 pentru alte probe, câștigând în total trei medalii de aur. La Jocurile Olimpice de vară din 1980 de la Moscova, a câștigat alte două medalii de aur și a obținut încă două note de 10. Pe parcursul carierei sale, a câștigat nouă medalii olimpice și patru medalii la Campionatele Mondiale de Gimnastică Artistică.
Una dintre cele mai cunoscute gimnaste din lume, Nadia Comăneci a fost apreciată pentru grația și măiestria sa, ceea ce a adus sportului respectiv o popularitate globală fără precedent la mijlocul anilor 1970. Numită „cea mai emblematică gimnastă a secolului al XX-lea” de El País, Comăneci a fost desemnată unul dintre sportivii secolului al XX-lea de către Academia Laureus World Sports.
Ea locuiește în Statele Unite din 1989, când a fugit din România comunistă, înainte de revoluția din decembrie din același an. Ulterior, a colaborat și s-a căsătorit cu gimnastul american, medaliat cu aur olimpic, Bart Conner, nunta având loc la București după căderea regimului comunist și fiind transmisă în direct în România.

## Tinerețe
Nadia Elena Comăneci s-a născut pe data de 12 noiembrie 1961, în Onești, un mic oraș situat în Munții Carpați, în Județul Bacău, România, în regiunea istorică Moldova de Vest. S-a născut într-o familie formată din Gheorghe (1936–2012), mecanic auto și Ștefania Comăneci, casnică și are un frate mai mic. Părinții săi s-au separat în anii 1970, iar tatăl său s-a mutat ulterior la București, capitala țării. Ea și fratele său, Adrian, au fost crescuți în spiritul Bisericii Ortodoxe Române.

Într-un interviu din anul 2011, mama sa a declarat că a înscris-o pe Nadia la cursuri de gimnastică deoarece, încă din copilărie, era atât de plină de energie și activă încât era dificil de stăpânit. După ani de competiții la cel mai înalt nivel, Comăneci a absolvit Universitatea Politehnica din București cu o diplomă în Educație fizică și sport, care i-a oferit calificarea necesară pentru a antrena gimnastică.

## Cariera sportivă

### Începutul în gimnastică
Nadia a început gimnastica la grădiniță, în echipa locală Flacăra, sub îndrumarea antrenorilor Duncan și Munteanu. La vârsta de 6 ani, a fost selectată pentru a urma școala experimentală de gimnastică a lui Béla Károlyi, după ce acesta a observat-o pe ea și pe o prietenă făcând roata în curtea școlii. Károlyi căuta gimnaste pe care să le antreneze de la o vârstă fragedă. Când pauza s-a terminat, fetele au intrat rapid în clasă, iar Károlyi a început să le caute prin sălile de curs. În cele din urmă, a găsit-o pe Comăneci. (Cealaltă fată, Viorica Dumitru, a urmat o altă direcție și a devenit una dintre cele mai bune balerine ale României.)
Până în anul 1968, când avea șapte ani, Comăneci a început antrenamentele cu Károlyi. A fost una dintre primele eleve ale școlii de gimnastică înființate în Onești de Károlyi și soția sa, Márta. Fiind rezidentă a orașului, Comăneci a putut locui acasă timp de mai mulți ani, spre deosebire de majoritatea elevelor, care stăteau în internatul școlii.
În anul 1970, Nadia Comăneci a început să concureze pentru echipa orașului natal și, la nouă ani, a devenit cea mai tânără gimnastă care a câștigat Campionatele Naționale de Gimnastică ale României. În anul 1971, a participat la prima sa competiție internațională, un concurs bilateral de juniori între România și Iugoslavia, unde a câștigat primul său titlu la individual compus și a contribuit la obținerea medaliei de aur pe echipe. În următorii ani, a concurat ca junioară în numeroase competiții naționale din România și în întâlniri bilaterale cu țări precum Ungaria, Italia și Polonia. La vârsta de 11 ani, în 1973, a câștigat aurul la individual compus, precum și la sărituri și paralele inegale, la Turneul Prieteniei (Druzhba), o competiție internațională importantă pentru gimnastele junioare.
Primul mare succes internațional al Nadiei a venit la vârsta de 13 ani, când a dominat Campionatele Europene de Gimnastică Artistică din anul 1975, desfășurate la Skien, Norvegia. A câștigat aurul la individual compus și în toate probele, cu excepția exercițiului la sol, unde a obținut locul secund. A continuat să aibă succes în acel an, câștigând competiția "Champions All" și clasându-se pe primul loc la individual compus, sărituri, bârnă și paralele la Campionatele Naționale de Gimnastică ale României. La concursul preolimpic de la Montreal, Comăneci a câștigat aurul la individual compus și bârnă, precum și argintul la sărituri, sol și paralele. Gimnasta sovietică Nellie Kim a câștigat aurul în aceste probe și a devenit una dintre cele mai mari rivale ale Nadiei în următorii cinci ani.

### Anul 1976

#### Cupa Americii
În luna martie a anului 1976, Nadia Comăneci a concurat la prima ediție a American Cup, desfășurată la Madison Square Garden în Manhattan. Ea a obținut rarele note de 10, care semnificau un exercițiu perfect, fără nicio deducere, pentru săritura sa în etapa preliminară și pentru exercițiul la sol în finala concursului la individual compus, pe care l-a câștigat.
În timpul acestei competiții, Comăneci l-a întâlnit pentru prima dată pe gimnastul american Bart Conner. Deși Conner și-a amintit această întâlnire, Comăneci a menționat în memoriile sale că a trebuit să fie reamintită de acest moment mai târziu în viață. Ea avea 14 ani, iar Conner își sărbătorea împlinirea vârstei de 18 ani. Amândoi au câștigat o cupă de argint și au fost fotografiați împreună. Câteva luni mai târziu, au participat la Jocurile Olimpice de vară din 1976, competiție pe care Nadia Comăneci a dominat-o, în timp ce Conner a avut un rol marginal. Mai târziu, Conner a spus: „Nimeni nu mă cunoștea, iar Nadia cu siguranță nu mi-a acordat atenție.”

#### Jocurile Olimpice de vară din 1976
La Montreal, Nadia Comăneci a primit patru dintre cele șapte note de 10 la paralele inegale. Aparatul necesită o explozie spectaculoasă de energie într-un timp foarte scurt—doar 23 de secunde—ceea ce atrage cele mai multe aplauze. Ea a obținut trei dintre cele șapte note de 10 la bârnă. Mâinile ei vorbesc acolo la fel de mult ca și corpul. Ritmul ei amplifică echilibrul. Stăpânirea și distanța ei fac publicul să tacă.

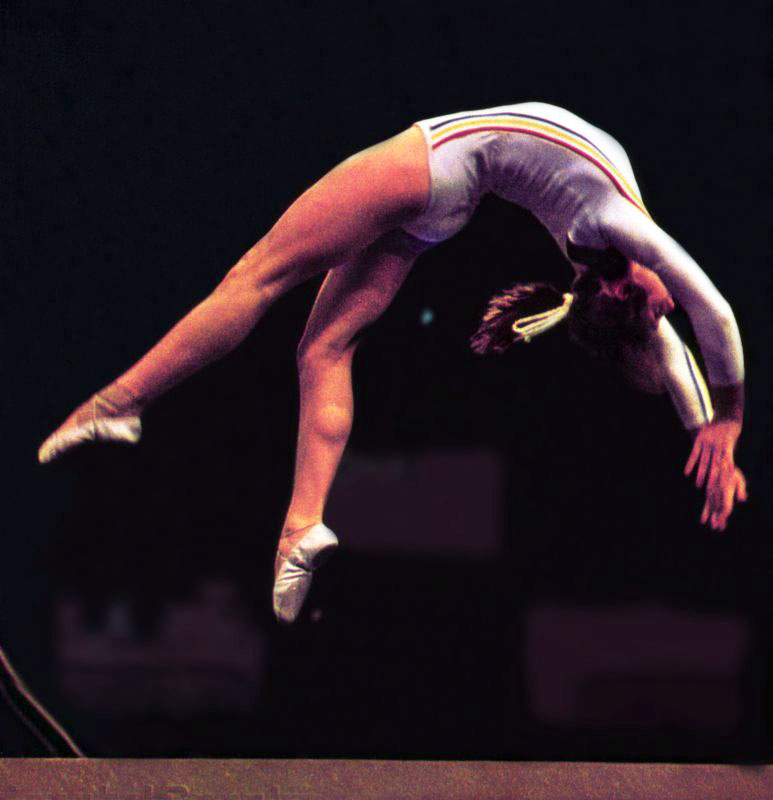
Nadia Comăneci la Jocurile Olimpice din 1976

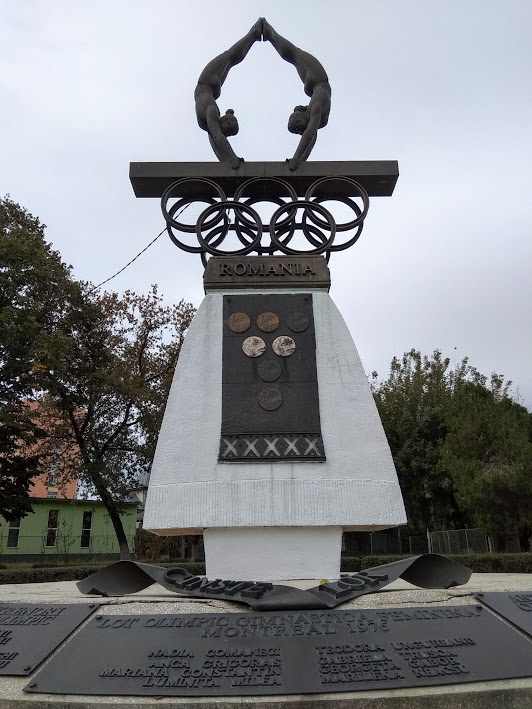
Monument dedicat campionilor școlii de gimnastică onești, inclusiv Nadia Comăneci

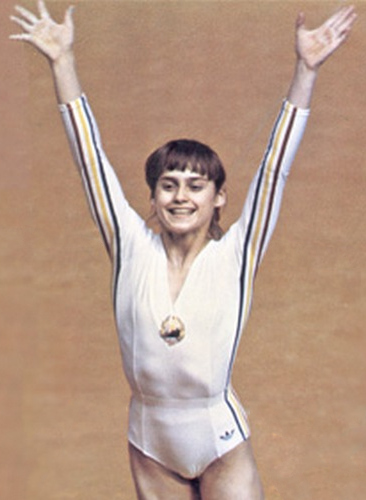
Nadia la Jocurile Olimpice din 1976

Pe data de 18 iulie 1976, Nadia Comăneci a făcut istorie la Jocurile Olimpice de la Montreal. În timpul porțiunii obligatorii a competiției pe echipe, ea a primit primul 10 perfect în gimnastica olimpică pentru rutina sa la paralele inegale. Omega SA, producătorul oficial al tablei de scor pentru Jocurile Olimpice, a fost influențat să creadă că competitorii nu pot primi un zece perfect și nu programase tabla de scor să afișeze acest scor. Astfel, scorul perfect al Comăneci a apărut ca „1.00”, singurul mod prin care judecătorii puteau indica că ea primise un 10.
În restul Jocurilor de la Montreal, Comăneci a mai obținut șase note de „10”. Ea a câștigat medalii de aur la individual compus, bârnă și paralele inegale. De asemenea, a câștigat o medalie de bronz la sol și una de argint ca parte a echipei la competiția pe echipe. Gimnasta sovietică Nellie Kim a fost principala sa rivală în timpul Jocurilor Olimpice de la Montreal; Kim a devenit a doua gimnastă care a primit un zece perfect, în cazul ei pentru performanța la sărituri. Comăneci a preluat atenția mass-mediei de la gimnasta Olga Korbut, care fusese vedeta Jocurilor Olimpice de la München din anul 1972.
Nadia Comăneci a fost prima gimnastă română care a câștigat titlul olimpic la individual compus. De asemenea, deține recordul ca cea mai tânără campioană olimpică la individual compus din istorie, la vârsta de 14 ani. Sportul a ridicat de atunci cerințele de eligibilitate de vârstă, astfel încât gimnaștii trebuie să aibă cel puțin 16 ani în anul calendaristic al Jocurilor Olimpice pentru a putea concura. Când Comăneci a concurat în anul 1976, gimnaștii trebuiau să aibă doar 14 ani până în prima zi a competiției. Dacă cerința de vârstă nu va fi redusă, recordul Comăneci nu va putea fi depășit.
Ea a fost clasată ca Personalitatea Sportivă a Anului BBC pentru anul 1976 și ca „Sportiva Anului” de către Associated Press în anul 1976. În țara sa natală, România, Comăneci a primit Medalia de Aur „Secera și Ciocanul” pentru succesul său, și a fost numită Erou al Muncii Socialiste. A fost cea mai tânără româncă care a primit o astfel de recunoaștere în timpul administrației lui Nicolae Ceaușescu.

#### „Tema Nadiei”
„Nadia's Theme” se referă la o piesă instrumentală care a fost asociată cu Nadia Comăneci la scurt timp după Jocurile Olimpice din 1976. Piesa făcea parte din coloana sonoră a filmului din anul 1971 Bless the Beasts and Children și se numea inițial „Cotton's Dream”. De asemenea, a fost folosită ca muzică de genericul serialului american The Young and the Restless.
Robert Riger a folosit-o în asociere cu montaje în mișcare lentă ale Comăneci în cadrul emisiunii de televiziune ABC's Wide World of Sports. Melodia a devenit un single de top 10 în toamna anului 1976, iar compozitorii Barry De Vorzon și Perry Botkin Jr. au redenumit-o „Nadia's Theme” în onoarea Comăneci. Comăneci nu a interpretat niciodată pe „Nadia's Theme”. Muzica sa pentru exercițiul de sol era un medley al melodiilor „Yes Sir, That's My Baby” și „Jump in the Line”, aranjate pentru pian.

### 1977-1979
Nadia și-a apărat cu succes titlul european la individual compus la campionatul din anul 1977. Când au apărut întrebări despre notarea competiției, Ceaușescu a ordonat gimnaștilor români să se întoarcă acasă. Echipa a urmat ordinul în mijlocul controversei și a părăsit competiția în timpul finalelor pe aparate.
După Campionatele Europene din anul 1977, Federația Română de Gimnastică a îndepărtat-o pe Comăneci de la antrenorii săi de lungă durată, familia Károlyi, și a trimis-o la București pe 23 august pentru a se antrena în complexul sportiv. Ea nu a considerat această schimbare pozitivă și s-a confruntat cu schimbări corporale pe măsură ce creștea. Abilitățile sale de gimnastică au suferit, iar ea era nefericită până în punctul în care și-a pierdut dorința de a trăi. După ce a supraviețuit unei tentative de sinucidere, aceasta a concurat la Campionatul Mondial din 1978 de la Strasbourg, fiind „cu șapte centimetri mai înaltă și cu o piatră și jumătate [21 de livre] mai grea” decât era la Jocurile Olimpice din 1976. O cădere de la paralele inegale a dus la un loc patru la individual compus, în spatele sovieticelor Elena Mukhina, Nellie Kim și Natalia Shaposhnikova. Comăneci a câștigat totuși titlul mondial la bârnă și o medalie de argint la sărituri.
După Campionatul Mondial din anul 1978, Comăneci a fost lăsată să se întoarcă la Deva și la școala familiei Károlyi. În anul 1979, Comăneci și-a câștigat al treilea titlu european consecutiv la individual compus, devenind prima gimnastă, fie bărbat, fie femeie, care a realizat această performanță. La Campionatul Mondial din Fort Worth din decembrie acelui an, Nadia a condus clasamentul după competiția obligatorie. A fost internată în spital înainte de partea opțională a competiției pe echipe din cauza unei infecții sanguine, rezultată dintr-o tăietură la încheietura mâinii cauzată de catarama de metal a mănușii. În ciuda ordinelor medicilor, a părăsit spitalul și a concurat la bârnă, unde a obținut un 9,95. Performanța ei a contribuit la obținerea primei medalii de aur pe echipe pentru România. După performanță, Comăneci a petrecut câteva zile recuperându-se în spitalul All Saints. A trebuit să suporte o intervenție chirurgicală minoră pentru mâna infectată, care dezvoltase un abces.

### 1980-1984

#### Jocurile Olimpice de vară din 1980

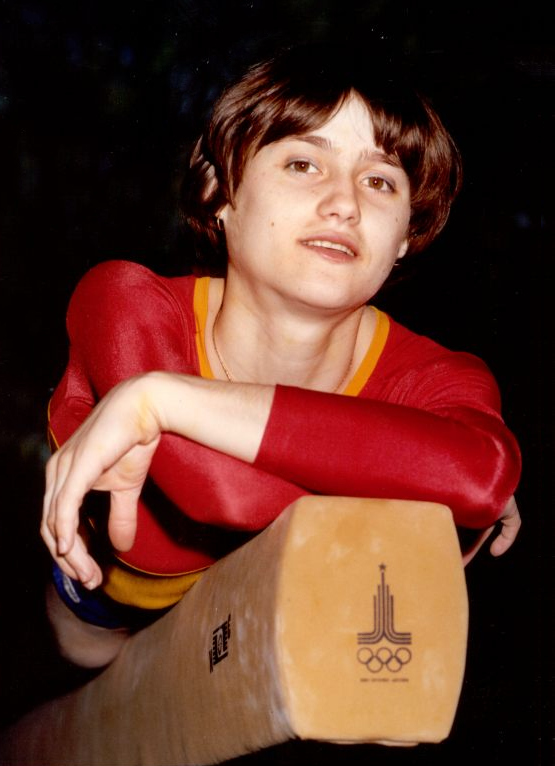
Nadia Comăneci la Moscova, anul 1980

Nadia Comăneci a fost selectată să participe la Jocurile Olimpice de vară din 1980 de la Moscova. Ca urmare a invaziei sovietice în Afganistan, Președintele Jimmy Carter a declarat că Statele Unite vor boicota Jocurile Olimpice (mai multe alte țări au participat și ele la boicot, deși motivele lor au variat). Conform lui Comăneci, guvernul român a „promovat Jocurile Olimpice din 1980 ca fiind primele Jocuri complet Comuniste”. Cu toate acestea, ea a remarcat și în memoriile sale că „la Moscova, am intrat în gura leului; era terenul lor”. Ea a câștigat două medalii de aur, una la bârnă și una la sol (unde a terminat la egalitate cu gimnasta sovietică Nellie Kim, împotriva căreia a concurat și la Jocurile Olimpice din 1976 de la Montreal și la alte evenimente). De asemenea, a câștigat două medalii de argint, una la competiția pe echipe și una la individual compus. Au apărut controverse legate de notarea din competițiile la individual compus și sol. Până la Jocurile Olimpice de vară din 2020, ea rămâne singura gimnastă care și-a apărat medalia de aur olimpică la bârnă.
Antrenorul ei, Béla Károlyi, a protestat că a fost notată nedrept. Protestele sale au fost captate de televiziune. Conform memoriilor lui Comăneci, guvernul român a fost supărat de comportamentul public al lui Károlyi, considerând că i-a umilit. Viața lui Károlyi a devenit foarte dificilă de atunci încolo.

#### Anul 1981

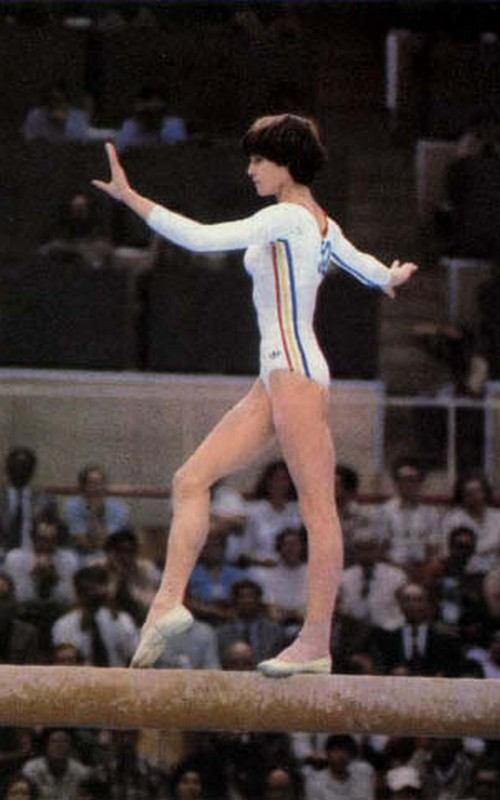
Nadia Comăneci pe bârnă de echilibru, 1980

În anul 1981, Federația de Gimnastică a contactat-o pe Nadia și a informat-o că va face parte dintr-un turneu oficial în Statele Unite numit „Nadia '81”, iar antrenorii ei, Béla și Márta Károlyi, vor conduce grupul. În timpul acestui turneu, echipa lui Comăneci a împărțit o călătorie cu autobuzul alături de gimnaște americane; era a treia oară când îl întâlnea pe Bart Conner. Cei doi se cunoscuseră anterior în anul 1976. Ea și-a amintit mai târziu că s-a gândit: „Conner era drăguț. Sărea prin autobuz vorbind cu toată lumea—era incredibil de prietenos și amuzant.”
Károlyi au dezertat în ultima zi a turneului, alături de coregraful echipei române, Géza Pozsár. Înainte de a dezerta, Károlyi i-a lăsat câteva indicii lui Comăneci că ar putea încerca să facă acest lucru și a întrebat-o indirect dacă vrea să se alăture lui. La acea vreme, ea nu avea niciun interes să dezerteze și a spus că vrea să se întoarcă acasă, în România. După dezertarea familiei Károlyi, viața lui Comăneci din România s-a schimbat drastic, așa cum nu ar fi putut anticipa. Autoritățile se temeau că și ea ar putea dezerta. Considerând-o un bun național, i-au monitorizat strict acțiunile, refuzând să-i permită să călătorească în afara țării.

#### Jocurile Olimpice de vară din 1984
Guvernul a permis lui Comăneci să participe la Jocurile Olimpice de vară din 1984 de la Los Angeles ca parte a delegației române. Deși o serie de țări comuniste au boicotat Jocurile Olimpice din 1984 ca răspuns la boicotul condus de Statele Unite împotriva Jocurilor Olimpice de la Moscova cu patru ani înainte, România a ales să participe. Comăneci a scris mai târziu în memoriile sale că mulți credeau că România a participat la Jocurile Olimpice deoarece se încheiase un acord cu Statele Unite să nu accepte dezertori. Cu toate acestea, Comăneci nu a participat la Jocuri ca membru al echipei române; a servit ca observator. A avut ocazia să-l vadă pe noul protejat al lui Károlyi, gimnasta americană Mary Lou Retton, care a câștigat cinci medalii, inclusiv una de aur. Delegația română nu i-a permis să vorbească cu Károlyi și a urmărit-o îndeaproape pe tot parcursul vizitei.

#### Retragerea

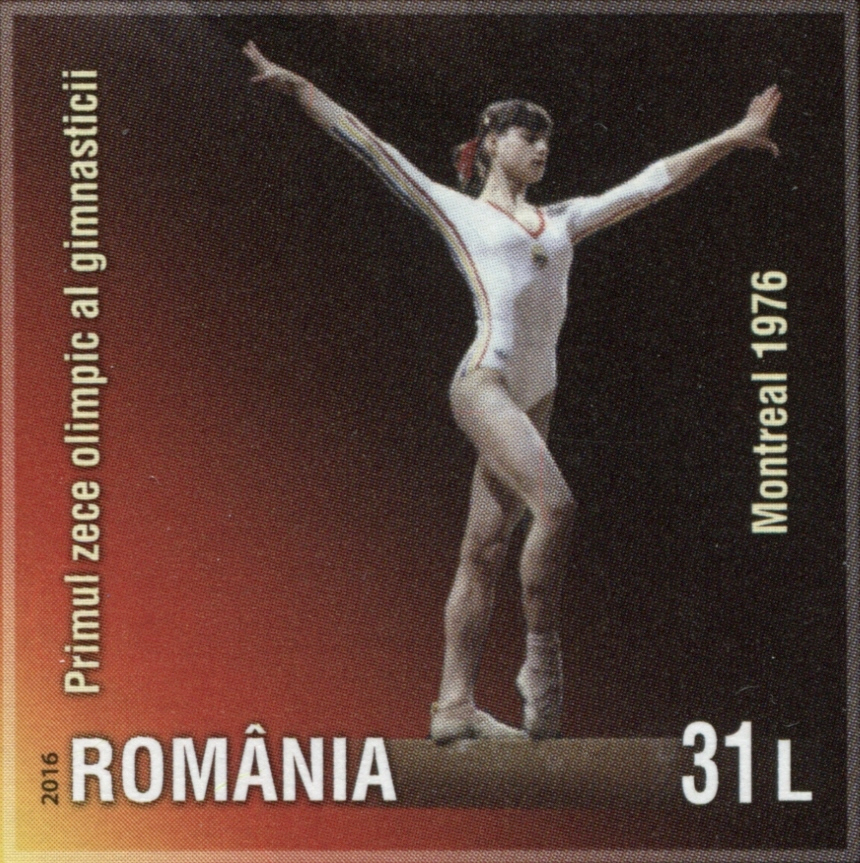
Un timbru poștal românesc din anul 2016 care o arată pe Nadia Comăneci pe barnă la Jocurile Olimpice din 1976 de la Montreal

Guvernul român a continuat să îi restricționeze Nadiei dreptul de a părăsi România, cu excepția câtorva călătorii selecte la Moscova și Cuba. De-a lungul carierei sale, ea a fost supusă unei supravegheri non-stop din partea poliției secrete Securitate. Ea începuse să se gândească la retragere cu câțiva ani înainte, dar ceremonia oficială de retragere a avut loc la București în anul 1984. Aceasta a fost asistată de președintele Comitetului Olimpic Internațional.

Comăneci a scris mai târziu în memoriile sale:
Viața a căpătat o nouă întunecime. Am fost tăiată de la posibilitatea de a câștiga suma mică de bani în plus care făcuse cu adevărat o diferență în viața familiei mele. De asemenea, era insultator faptul că o persoană obișnuită din România avea șansa de a călători, în timp ce eu nu puteam... când cariera mea în gimnastică s-a încheiat, nu mai era nevoie să mă țină fericită. Trebuia să fac cum mi se spunea, așa cum făcusem toată viața mea... Dacă Béla nu ar fi dezertat, aș fi fost tot supravegheată, dar dezertarea lui a adus un reflector asupra vieții mele, și era orbitor. Am început să mă simt ca un prizonier.

## Viața personală

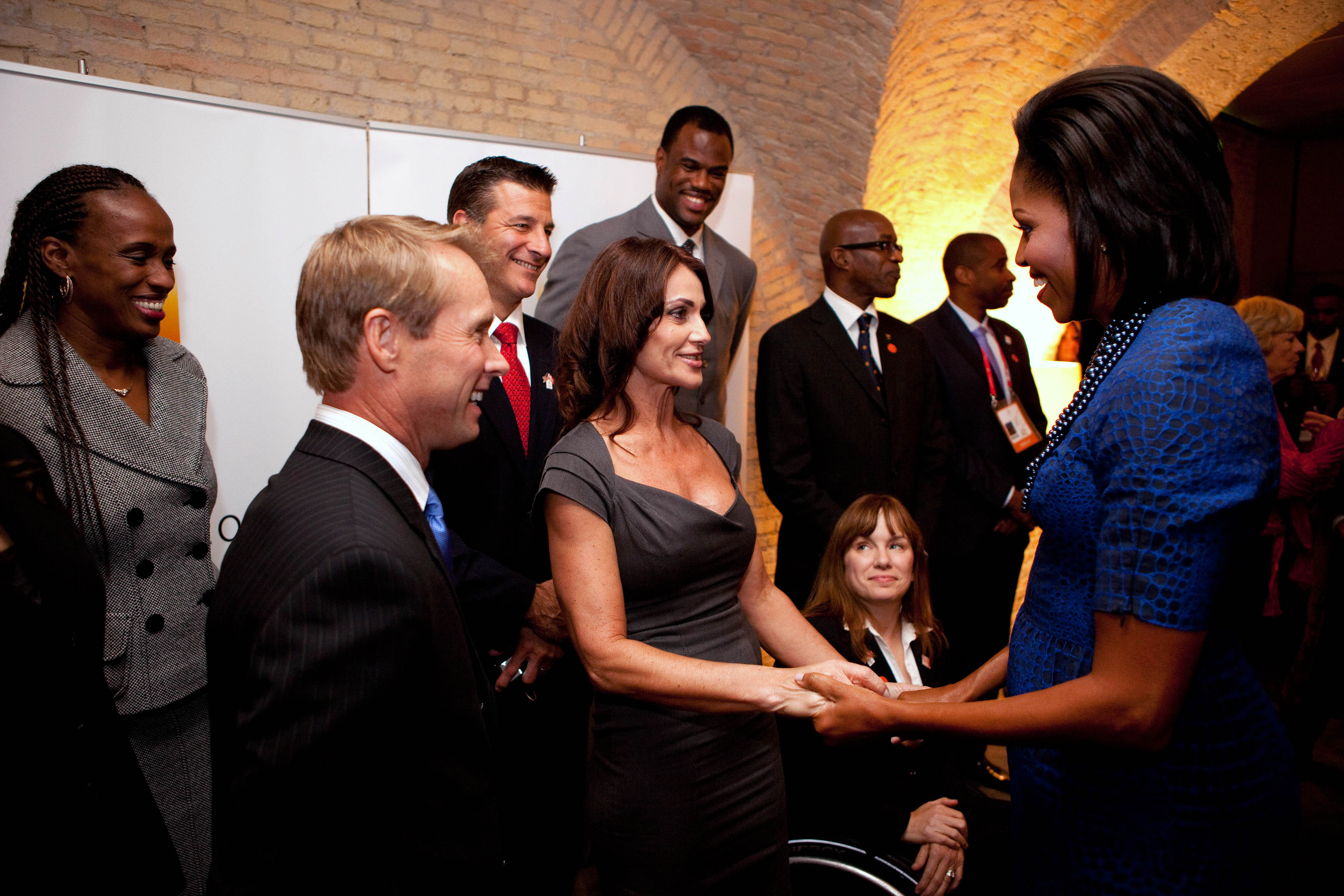
Comăneci și soțul ei, Bart Conner, întâlnindu-se cu Prima Doamnă Michelle Obama, 2009

În noaptea de 27 noiembrie 1989, cu câteva săptămâni înainte de Revoluția Română, Nadia Comăneci a fugit din România, împreună cu un grup de alți români, traversând granița Ungaria-România în apropiere de Cenad. Au fost ghidați de Constantin Panait, un român care a devenit mai târziu cetățean american după fuga din România. Călătoria lor a fost în mare parte pe jos și noaptea. Au traversat Ungaria și Austria, iar în cele din urmă au reușit să ia un avion către Statele Unite.
Nadia Comăneci s-a mutat în Oklahoma în anul 1991 pentru a-și ajuta prietenul Bart Conner, un alt medaliat olimpic cu aur, la școala sa de gimnastică. A locuit cu familia lui Paul Ziert și, în cele din urmă, l-a angajat ca manager. Nadia Comăneci și Conner au fost împreună timp de patru ani înainte de a se logodi, căsătorindu-se în anul 1996. Ea s-a întors în România pentru nunta lor, care a avut loc la București. Acest lucru s-a întâmplat după căderea regimului comunist și instaurarea unei Românii democratice; guvernul a întâmpinat-o ca pe un erou național. Nunta a fost transmisă live în România, iar recepția cuplului a avut loc în fostul palat prezidențial. Nadia Comăneci a devenit cetățean american naturalizat în anul 2001, păstrând în același timp cetățenia română. În anul 2006, cuplul a avut un fiu, Dylan.
Pe data de 18 mai 1997, Comăneci și Conner au apărut ca invitați în finala sezonului 3 al serialului Touched by an Angel, intitulată „A Delicate Balance”, unde au efectuat o scurtă demonstrație de sol într-o scenă de montaj.
Din anul 1994, Nadia Comăneci International Invitational a primit gimnaști de la nivelul USAG 4 până la nivelul 10. Competiția a găzduit și concursuri internaționale de elită la mijlocul anilor 2010, cu Rebeca Andrade fiind un participant notabil în anul 2013, printre alții.
Ea a fost invitată specială la cea de-a 50-a ediție a Ceremoniei de Naturalizare de Ziua Independenței pe 4 iulie 2012, la Monticello, fiind primul sportiv invitat să vorbească în istoria ceremoniei.

## Roluri de conducere

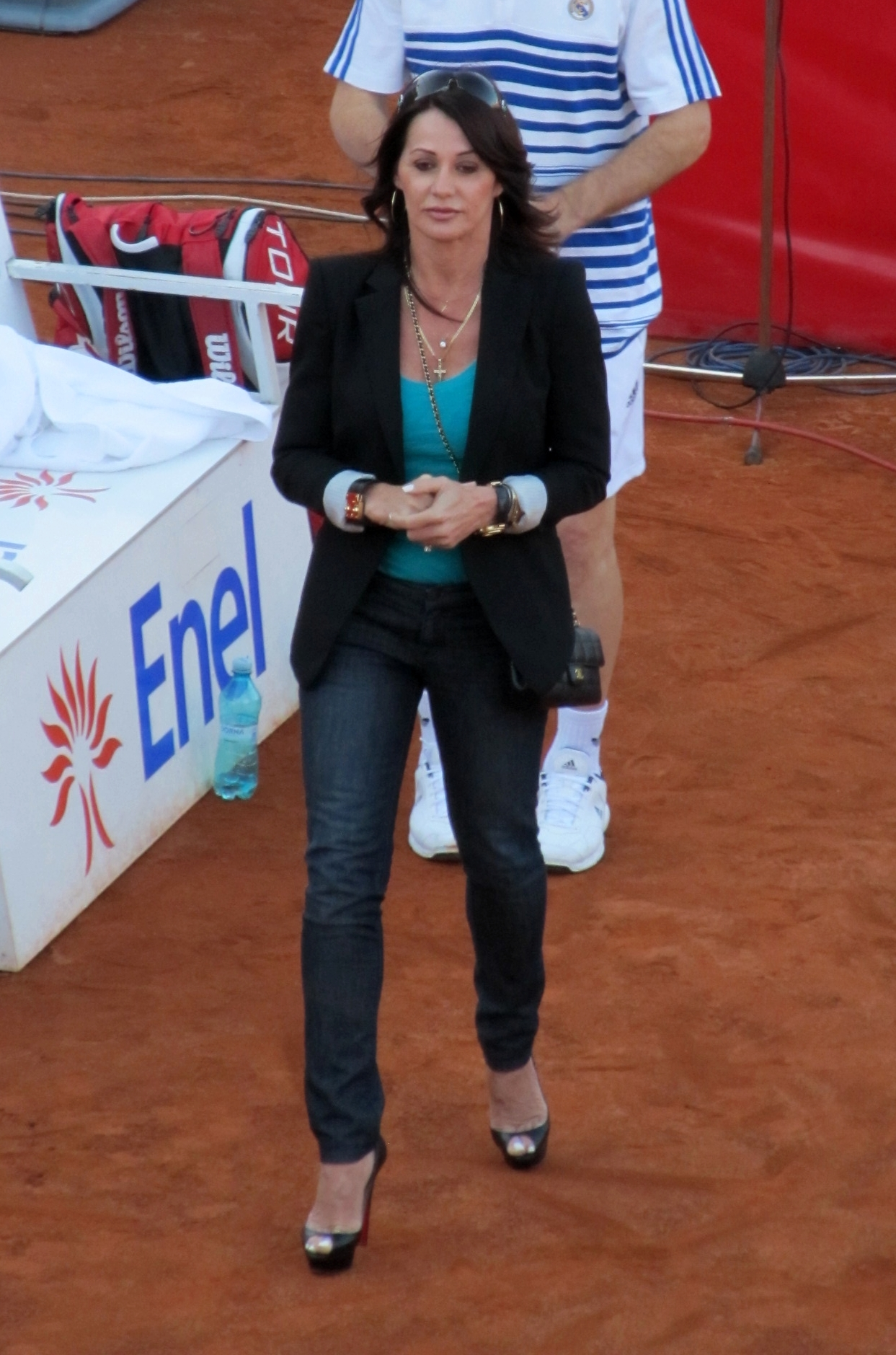
Comăneci la BRD Năstase Țiriac Trophy, aprilie 2012

Nadia Comăneci este o figură cunoscută în lumea gimnasticii; ea servește ca președintă de onoare a Federației Române de Gimnastică, președintă de onoare a Comitetului Olimpic Român, ambasadoare sportivă a României și ca membru al Fundației Federației Internaționale de Gimnastică. Ea și Conner dețin Academia de Gimnastică Bart Conner, compania de producție Perfect 10 și mai multe magazine de echipament sportiv și sunt editori ai revistei International Gymnast Magazine.
Ea este, de asemenea, implicată în continuare în Jocurile Olimpice. În timpul Jocurilor Olimpice de vară din 2004 de la Atena, una dintre rutinele ei perfecte de 10 de la Montreal la paralele inegale a fost prezentată într-un comercial pentru Adidas. În plus, atât Nadia, cât și soțul ei, Bart Conner, au oferit comentarii televizate pentru Jocurile Olimpice de vară din 2008 de la Beijing. Câțiva ani mai târziu, pe data de 21 iulie 2012, Comăneci, împreună cu fostul star al baschetului John Amaechi, au purtat torța olimpică pe acoperișul O2 Arena ca parte a ceremoniei torței pentru Jocurile Olimpice de vară din 2012 de la Londra. Înainte de Jocurile Olimpice de vară din 2016 de la Rio de Janeiro, Nadia a apărut într-un reclama TIDE intitulată „The Evolution of Power” alături de Simone Biles și de gimnasta olimpică de trei ori Dominique Dawes. De asemenea, a oferit analize zilnice ale jocurilor din 2016 (alături de alți campioni olimpici precum Mark Spitz, Carl Lewis și Conner), pentru emisiunea de noapte târzie É Campeão, difuzată pe SporTV din Brazilia. Pe data de 26 iulie 2024, a participat la ceremonia de deschidere a Jocurilor Olimpice de vară din 2024 de la Paris, alături de foști olimpieni precum Carl Lewis, Serena Williams și Rafael Nadal, purtând torța olimpică în etapele finale ale ceremoniei pe râul Sena până la muzeul Luvru, în drum spre aprinderea vasului olimpic în Grădinile Tuileries.
În plus, aceasta este profund implicată în strângerea de fonduri pentru mai multe organizații de caritate. Ea a finanțat personal construcția și operarea Clinicii pentru Copii Nadia Comăneci din București, care oferă sprijin medical și social la prețuri reduse sau gratuit copiilor români. În anul 2003, guvernul român a numit-o consul general de onoare al României în Statele Unite pentru a se ocupa de relațiile bilaterale dintre cele două națiuni. De asemenea, atât Comăneci, cât și Conner sunt implicați în Jocurile Olimpice Speciale.
Pentru a strânge bani pentru caritate, Comăneci a participat la versiunea pentru celebrități a emisiunii reality a lui Donald Trump, The Apprentice. Comăneci a făcut parte din echipa „The Empresario” (formată doar din femei), care a pierdut în fața echipei „The Hydra” (formată doar din bărbați) în cel de-al doilea episod. Trump a răspuns la această înfrângere dându-i afară pe Comăneci, Comăneci comentând ulterior participarea sa la emisiune, spunând că „s-a distrat foarte mult. Am făcut-o doar pentru că totul a fost pentru caritate.”

## Premii

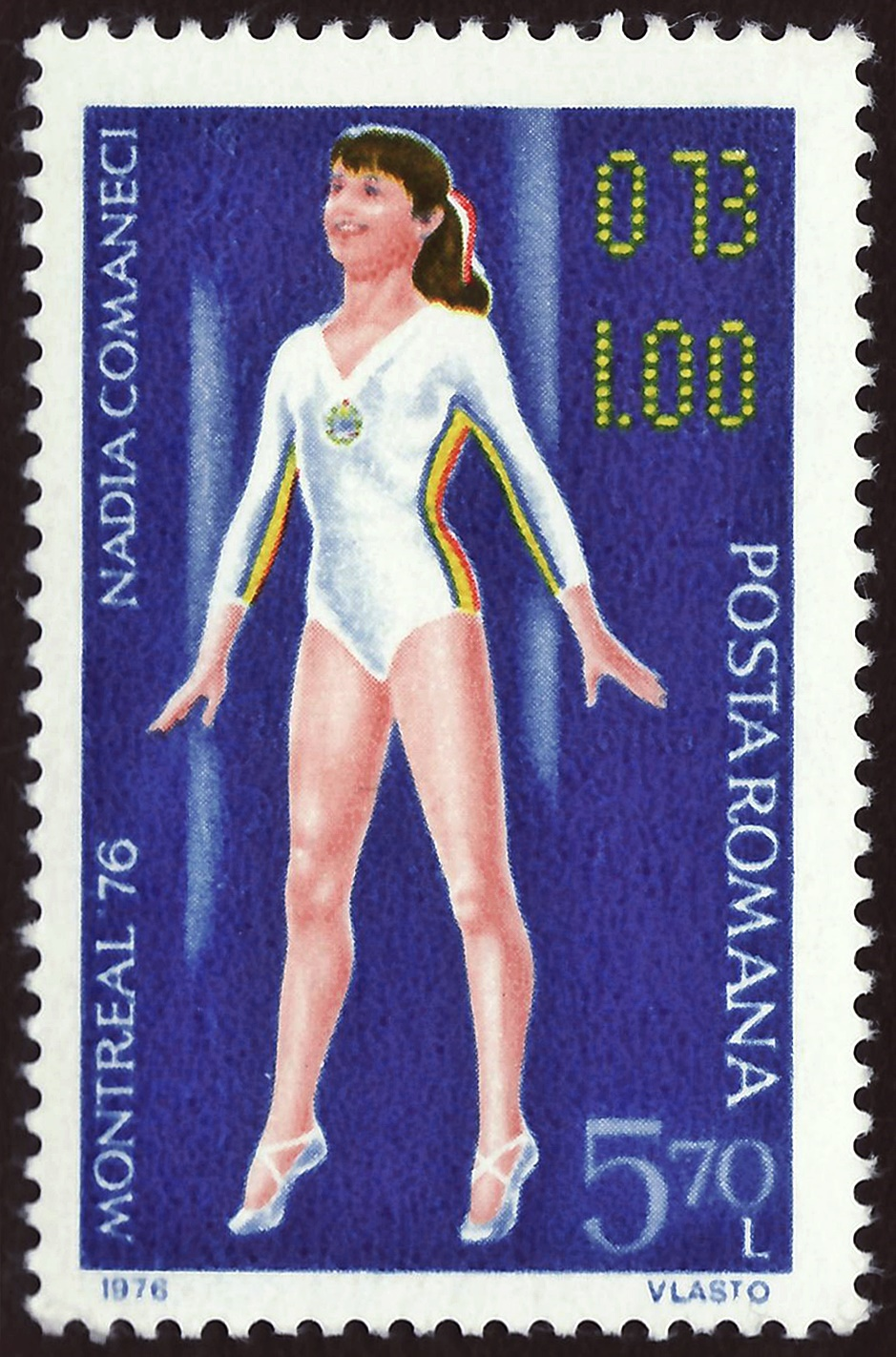
Comăneci la Montreal. Timbru al României, 1976

- 1975 și 1976: Premiul United Press International Athlete of the Year
- 1976: titlul de Erou al Muncii Socialiste și medalia de aur „Secera și Ciocanul” „pentru rezultatele deosebite obținute la Jocurile olimpice de vară de la Montreal – 1976, precum și pentru contribuția adusă la dezvoltarea activității sportive și la creșterea prestigiului sportului românesc pe plan internațional”[80][81]
- 1976: Associated Press Athlete of the Year[82]
- 1976: BBC Overseas Sports Personality of the Year
- 1981: Ordinul „Meritul Sportiv” clasa I „pentru rezultatele deosebite obținute la Jocurile olimpice de vară de la Moscova — 1980, precum și pentru contribuția adusă la dezvoltarea activității sportive și la creșterea prestigiului sportului românesc pe plan internațional”[83]
- 1983: Ordinul Olimpic[84]
- 1990: International Women's Sports Hall of Fame[85]
- 1993: International Gymnastics Hall of Fame[86]
- 1998: Marca Leyenda[87]
- 1998: Premiul Flo Hyman[88]
- 2004: Ordinul Olimpic[89]
- 2016: Great Immigrant Honoree: Carnegie Corporation of New York[90]
- 2017: A fost recunoscută ca una dintre cele 100 de femei ale BBC din 2017.[91]
- 2017: o zonă din Parcul Olimpic din Montreal a fost redenumită „Place Nadia Comaneci”.[92][93]
- 2021: Ordinul Steaua României, Mare Ofițer

## Abilități
Nadia Comăneci a fost cunoscută pentru tehnica sa curată, abilitățile originale inovatoare și dificile, precum și pentru atitudinea sa calmă în competiție. La bârnă, a fost prima gimnastă care a executat cu succes o serie de rocade aeriene și salturi în spate cu mâinile. De asemenea, este creditată ca fiind prima gimnastă care a efectuat o coborâre cu dublă răsucire. Abilitățile sale la sol includeau un salt dublu în grupă și o dublă răsucire. Există două elemente în Codul de punctaj, care poartă numele Nadiei și sunt reprezentate de mișcări specifice sau combinații de mișcări care au fost inventate sau popularizate de ea și anume: 
„Saltul Comăneci ” – o manevra la paralele, de pe bara înaltă, elan înapoi și salt depărtat înainte cu reapucarea aceleiași bare, apreciată cu un grad foarte înalt de dificultate.
„Coborârea Comăneci” – un salt în care gimnasta realizează o saritura de pe bara înaltă, sub balansare, cu întoarcere de 180° și salt grupat înapoi.
| Aparat           | Nume     | Descriere                                                                                                | Dificultate |
| ---------------- | -------- | --- | ----------- |
| Paralele inegale | Comăneci | Sprijin frontal pe bara superioară – salt înainte cu picioarele despicate și prindere pe bara superioară | E (0,5)     |
| Paralele inegale | Comăneci | Rotire de ½ tură (180°) și salt în spate în grupă sau întins                                             | C (0,3)     |

## Istoric competițional

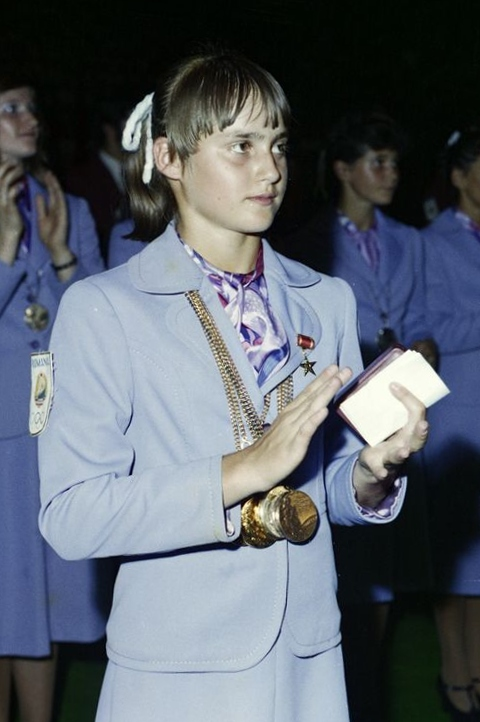
Nadia purtand medalii în anul 1976

| 1971   | Novice Romanian Championships          | 1 | 4 |   |   |   |   |
| 1971   | Romanian Cup                           |   | 1 | 1 | 1 | 1 | 1 |
| 1971   | Junior ROM-YUG Dual Meet               | 1 | 1 |   |   |   |   |
| 1972   | Novice Romanian Championships          | 1 | 2 |   |   |   |   |
| 1972   | Junior Romanian Championships          | 1 | 1 |   |   |   |   |
| 1972   | Romanian Cup                           | 1 |   |   |   |   |   |
| 1972   | BUL-ROM Dual Meet                      | 1 | 2 |   | 1 |   | 1 |
| 1972   | Friendship Tournament                  | 4 |   | 6 | 1 | 1 |   |
| 1972   | ROM-GDR Dual Meet                      | 1 | 3 |   |   |   |   |
| 1972   | ROM-RSFSR Dual Meet                    | 1 | 1 |   |   |   |   |
| 1972   | ROM-HUN Dual Meet                      | 1 | 1 |   |   |   |   |
| 1973   | International Championships of Romania |   | 1 | 1 | 1 | 1 | 1 |
| 1973   | Friendship Tournament                  | 3 | 1 | 1 | 1 |   | 3 |
| 1973   | ITA-ROM Dual Meet                      | 1 | 1 |   |   |   |   |
| 1973   | ROM-URS Dual Meet                      | 2 | 1 | 1 | 1 |   | 1 |
| 1973   | Romanian Team Championships            | 1 | 1 |   |   |   |   |
| 1973   | Romanian Schools Championships         |   | 3 |   |   |   |   |
| 1974   | Junior Romanian Championships          |   | 1 |   |   |   |   |
| 1974   | ROM-POL-Denver Tri-Meet                | 1 | 1 |   |   |   |   |
| Senior |                                        |   |   |   |   |   |   |
| 1975   | Champions All                          |   | 1 |   |   |   |   |
| 1975   | European Championships                 |   | 1 | 1 | 1 | 1 | 2 |
| 1975   | FRG-ROM Dual Meet                      | 1 | 1 |   |   |   |   |
| 1975   | Pre-Olympics                           |   | 1 | 2 | 1 | 3 | 2 |
| 1975   | Romanian Championships                 | 1 | 1 | 1 | 1 | 1 | 2 |
| 1975   | ROM-CAN Dual Meet                      | 1 | 1 |   |   |   |   |
| 1975   | ROM-ITA Dual Meet                      | 1 | 1 |   |   |   |   |
| 1976   | American Cup                           |   | 1 |   |   |   |   |
| 1976   | Balkan Championships                   | 1 | 1 | 1 | 1 | 1 | 1 |
| 1976   | CAN-ROM Dual Meet                      | 1 | 1 |   |   |   |   |
| 1976   | Chunichi Cup                           |   | 1 |   |   |   |   |
| 1976   | FRG-ROM Dual Meet                      | 1 | 1 |   |   |   |   |
| 1976   | GBR-ROM Dual Meet                      | 1 | 1 |   |   |   |   |
| 1976   | NED-ROM Dual Meet                      | 1 | 1 |   |   |   |   |
| 1976   | Olympic Games                          | 2 | 1 | 4 | 1 | 1 | 3 |
| 1976   | Romanian Championships                 |   | 1 | 1 | 1 | 1 | 2 |
| 1976   | USA-ROM Dual Meet                      | 1 | 1 |   |   |   |   |
| 1977   | Balkan Championships                   | 1 | 1 |   |   |   |   |
| 1977   | ESP-ROM Dual Meet I                    | 1 | 1 |   |   |   |   |
| 1977   | ESP-ROM Dual Meet II                   | 1 | 1 |   |   |   |   |
| 1977   | European Championships                 |   | 1 | 2 | 1 |   |   |
| 1977   | FRA-ROM Dual Meet                      | 1 | 1 |   |   |   |   |
| 1977   | International Championships of Romania |   | 1 |   | 1 | 1 | 1 |
| 1977   | Orleans International                  |   | 1 |   |   |   |   |
| 1977   | ROM-CAN Dual Meet                      | 1 | 1 |   |   |   |   |
| 1977   | USA-ROM Dual Meet                      | 1 | 1 |   |   |   |   |
| 1978   | ITA-ROM Dual Meet                      | 1 | 1 |   |   |   |   |
| 1978   | Milan International                    |   | 1 |   |   |   |   |
| 1978   | World Championships                    | 2 |   | 2 | 5 | 1 | 8 |
| 1979   | Balkan Championships                   | 1 | 1 | 1 | 1 |   | 2 |
| 1979   | Champions All                          |   | 1 |   |   |   |   |
| 1979   | European Championships                 |   | 1 | 1 | 4 | 3 | 1 |
| 1979   | International Championships of Romania |   | 1 |   | 1 |   |   |
| 1979   | World Championships                    | 1 |   |   |   |   |   |
| 1979   | World Cup Final                        |   | 4 | 1 |   | 2 | 1 |
| 1980   | International Championships of Romania |   | 1 |   | 1 |   |   |
| 1980   | ITA-ROM Dual Meet                      | 1 | 1 |   |   |   |   |
| 1980   | Olympic Games                          | 2 | 2 | 5 |   | 1 | 1 |
| 1981   | Daciada                                |   | 1 |   |   |   |   |
| 1981   | Summer Universiade                     | 1 | 1 | 1 | 1 | 1 |   |

## Cărți și filme
- Memoriile lui Comăneci din 2004, Letters to a Young Gymnast, fac parte din seria Art of Mentoring a Basic Books.[96][97]
- Katie Holmes a regizat un scurt documentar din 2015 pentru ESPN despre Comăneci, intitulat Eternal Princess, care a avut premiera la Festivalul de Film de la Tribeca.[98]
- În 2016, Arte France a produs un documentar regizat de Pola Rapaport despre Comăneci, intitulat Nadia Comăneci, la gymnaste et le dictateur („Nadia Comăneci: Gimnasta și dictatorul”).[99]
- În 1984, Comăneci a fost subiectul unui film biografic de televiziune, Nadia.[100] Filmul a fost realizat fără implicarea ei (deși conținutul i-a fost descris de alții). Ea a declarat ulterior public că producătorii nu au luat niciodată legătura cu ea: „Sincer, nici măcar nu vreau să-l văd; mă simt atât de rău din cauza lui. Îmi denaturează viața atât de total.”[100]
- În 2012, Universal Pictures a ales-o pe Comăneci să dubleze personajul Granny Norma în limba română în filmul animat The Lorax.[101]
- În 2021, Stejărel Olaru a publicat în limba română un volum biografic, Nadia și Securitatea, la Editura Epica.[102]

### Interviuri
- Nadia Comaneci: Nu mi-a picat deloc bine sa aflu ca parintii mei se despart, dar am inteles ca e mai bine asa Arhivat în 1 februarie 2014, la Wayback Machine., 5 iunie 2011, Alice Nastase Buciuta, Revista Tango
- „Momentul Adevărului“ Nadia Comăneci: „Pentru români sunt doar Nadia“, 11 noiembrie 2011, Marian Burlacu, Adevărul
- Interviu cu Nadia Comăneci Arhivat în 21 octombrie 2012, la Wayback Machine., septembrie 2012
- Nadia Comaneci: Mi s-ar parea tare plictistor sa traiesti fara sa faci ceva deosebit Arhivat în 25 septembrie 2013, la Wayback Machine., 7 martie 2013, Alice Nastase Buciuta, Revista Tango
- Nadia Comaneci: Cei care au muncit mult, care au pornit de jos, ca mine, sunt oameni foarte simpli Arhivat în 7 ianuarie 2014, la Wayback Machine., 14 noiembrie 2013, Alice Nastase Buciuta, Revista Tango
- ”Ziua TERIFIANTĂ când am EVADAT din închisoarea comunistă”. Nadia Comăneci și-a spus POVESTEA VIEȚII, printre lacrimi, în presa britanică, 3 august 2014, Evenimentul zilei - Daily Mail

1. ↑  UK /ˌkɒməˈnɛtʃ[unsupported input]i[unsupported input]/ KOM-ə-NETCH(-ee), US /ˈkoʊməniːtʃˌˌkoʊməˈniːtʃ/ koh-MƏ-neech-,--neech,[14][15] Format:IPAc-ro.
2. ↑  Valabil pentru Codul de Punctaj 2025–2028